# Beniamino Segre
Beniamino Segre (16 de febrero de 1903 - 22 de octubre de 1977) fue un matemático italiano de ascendencia judía, recordado como uno de los principales impulsores de la geometría algebraica y como uno de los fundadores de ka geometría finita.

## Semblanza
Segre nació en 1903 en Turín, ciudad en la que se educó. A la edad de dieciséis años, habiendo obtenido una beca universitaria, ingresó en 1919 en la Universidad de Turín, donde fue alumno de Giuseppe Peano, Gino Fano, Guido Fubini, Carlo Somigliana y de su tío Corrado Segre, quien dirigió su tesis doctoral.
Entre sus principales contribuciones a la geometría algebraica se encuentran los estudios de invariantes birracionales de variedades algebraicas; y de singularidades y superficies algebraicas. Su trabajo fue al estilo de la antigua escuela matemática italiana, aunque también apreció el mayor rigor de la geometría algebraica moderna.
Segre fue pionero en geometría finita, en particular en el campo de la geometría proyectiva basada en espacios vectoriales sobre cuerpos finitos. En un conocido artículo (Segre, 1955) demostró el siguiente teorema: En un plano proyectivo de orden impar, los óvalos son exactamente cónicas irreducibles. En 1959 fue autor de un estudio "Le geometrie di Galois" sobre la geometría de Galois. Según  J. W. P. Hirschfeld, "proporcionó una lista completa de resultados y métodos y, en mi opinión, es el artículo fundamental en el tema".
Algunos críticos argumentaron que su trabajo ya no era geometría, pero hoy se reconoce como una subdisciplina separada: la geometría finita o geometría discreta. Según Hirschfeld, "Publicó la mayoría de los artículos y los más profundos sobre el tema. Su enorme conocimiento de la geometría algebraica clásica le permitió identificar aquellos resultados que podrían aplicarse a espacios finitos. Su teorema sobre la caracterización de las cónicas (el teorema de Segre) "No solo estimuló una gran cantidad de investigaciones, sino que también hizo que muchos matemáticos se dieran cuenta de que valía la pena estudiar los espacios finitos".
En 1938 perdió su cátedra en la Universidad de Bolonia, como resultado de las leyes antijudías promulgadas bajo el gobierno de Benito Mussolini. Pasó los siguientes 8 años en Gran Bretaña (principalmente en la Universidad de Mánchester). Una vez concluida la Segunda Guerra Mundial, regresó a Italia para reanudar su carrera académica.
Falleció en la localidad de Frascati en 1977, a los 74 años de edad.

## Publicaciones seleccionadas
- Segre, Beniamino (1942), The non-singular cubic surfaces, Oxford: Oxford University Press, pp. XI+180, JFM 68.0358.01, MR 0008171, Zbl 0061.36701..[7]
- Segre, Beniamino (1945), «Arithmetic upon an algebraic surface»,  Bulletin of the American Mathematical Society 51 (2): 152-161, MR 0011565, Zbl 0061.07105, doi:10.1090/s0002-9904-1945-08300-1.
- Segre, Beniamino (1948), Lezioni di geometria moderna. Vol. 1. Fondamenti di geometria sopra un corpo qualsiasi [Lectures on modern geometry. Vol. 1. Foundations of geometry over any division ring] (en italiano), Bolonia: Zanichelli, pp. IV+195, MR 0030204, Zbl 0030.41005..[8] El segundo volumen nunca se publicó; sin embargo, se publicó una edición en inglés actualizada y en gran medida ampliada como: Segre, Beniamino (1961) [1948], Lectures on modern geometry, Monografie Matematiche del Consiglio Nazionale delle Ricerche 7, With an appendix by Lucio Lombardo–Radice (2nd edición), Roma:  Edizioni Cremonese, pp. XV+479, MR 0131192, Zbl 0095.14802..[9]
- Segre, Beniamino (1951), Forme differenziali e loro integrali. Volume primo. Calcolo algebrico esterno e proprietà differenziali locali [Differential forms and their integrals. Volume one. Algebraic exterior calculus and local differential properties],  Istituto Nazionale di Alta Matematica (en italiano), Roma: Docet edizioni universitarie, p. 520, MR 0049646, Zbl 0045.19702..[10]
- Segre, Beniamino (1951b), Arithmetical Questions on Algebraic Varieties, London: Continuum International Publishing Group, pp. V+55, MR 0043498, Zbl 0042.15204..[11]
- Segre, Beniamino (1955), «Ovals in a finite projective plane»,  Canadian Journal of Mathematics 7: 414-416, ISSN 0008-414X, MR 0071034, doi:10.4153/CJM-1955-045-x.
- Segre, Beniamino (1956), Forme differenziali e loro integrali. Volume secondo. Omologia, coomologia, corrispondenze ed integrali sulle varietà [Differential forms and their integrals. Volume two. Homology, cohomology, mappings and integrals on manifolds],  Istituto Nazionale di Alta Matematica (en italiano), Roma: Docet edizioni universitarie, p. 422, MR 0087989, Zbl 0073.07803..[12][13]
- Segre, Beniamino (1957), Some Properties of Differentiable Varieties and Transformations: With Special Reference to the Analytic and Algebraic Cases, Ergebnisse der Mathematik und ihrer Grenzgebiete. Neue Folge, Heft 13, Berlin–Heidelberg–New York: Springer Science+Business Media, pp. VIII+183, ISBN 978-3-642-52766-1, Zbl 0081.37404, doi:10.1007/978-3-642-52764-7. (también disponible con ISBN 978-3-642-52764-7 (libro electrónico)).[14]
- Segre, Beniamino (1971) [1955], Some Properties of Differentiable Varieties and Transformations: With Special Reference to the Analytic and Algebraic Cases, Ergebnisse der Mathematik und ihrer Grenzgebiete. Neue Folge, Heft 13, With an additional part written in collaboration with J. W. P. Hirschfeld (2nd edición), Berlin–Heidelberg–New York: Springer Science+Business Media, pp. IX+195, ISBN 3-540-05085-X, MR 0278222, doi:10.1007/978-3-642-65006-2. (también disponible con ISBN 0-387-05085-X, ISBN 978-3-642-65008-6 (reimpresión de tapa blanda) y ISBN 978-3-642-65006-2 (libro electrónico)).
- Segre, Beniamino (1972), Prodromi di geometria algebrica [Principles of algebraic geometry] (en italiano), con un'appendice di U. Bartocci e M. Lorenzani, Roma:  Edizioni Cremonese, pp. VI+412, ISBN 88-7083-426-3, Zbl 0281.14001.
- Segre, Beniamino (1987), Opere scelte. Volume I [Selected works. Volume I], Opere dei Grandi Matematici Italiani (en it, en, fr, de), Roma:  Edizioni Cremonese, pp. LI+420, Zbl 1098.01521..
- Segre, Beniamino (1999), Opere scelte. Volume II [Selected works. Volume II], Opere dei Grandi Matematici Italiani (en it, en, fr, de), Roma:  Edizioni Cremonese, pp. XXII+460, Zbl 1098.01520.
- Segre, Beniamino (2000), Opere scelte. Volume III [Selected works. Volume III], Opere dei Grandi Matematici Italiani (en it, en, fr, de), Roma:  Edizioni Cremonese, pp. VIII+456, Zbl 1098.01522..